# 甕棺葬

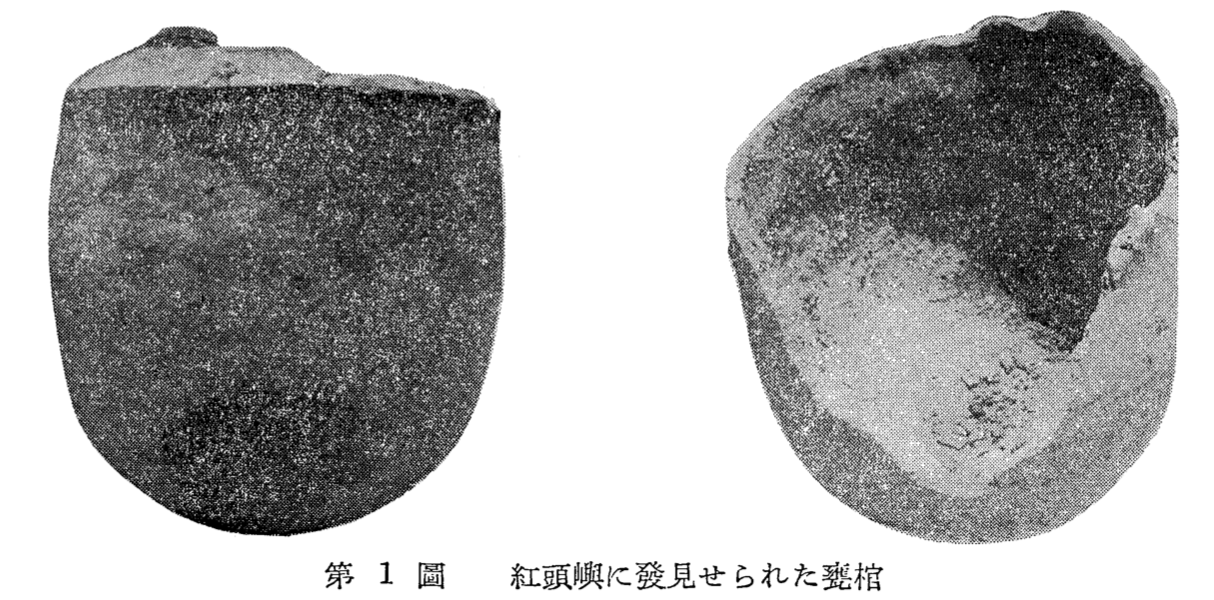
紅頭嶼（蘭嶼）發現之甕棺

甕棺葬為一種埋葬死者的方式，以陶罐或者大型陶甕作為葬具將死者埋入。

## 臺灣的甕棺葬
甕棺葬在臺灣最早於新石器時代中期便開始出現，新石器時代晚期數量最多，鐵器時代在蘭嶼地區、以及早年民族誌中學者所記錄的部落中皆有所見，但使用方式及甕棺形式都有所差異。例如新石器時代晚期臺灣西南部及東部都有使用甕棺的行為，不過西南部的甕棺為日常所用的灰黑色陶罐，通常埋葬的對象為嬰幼兒，而東部的甕棺則為紅色大型帶圈足陶罐，埋葬對象主要為成年人。

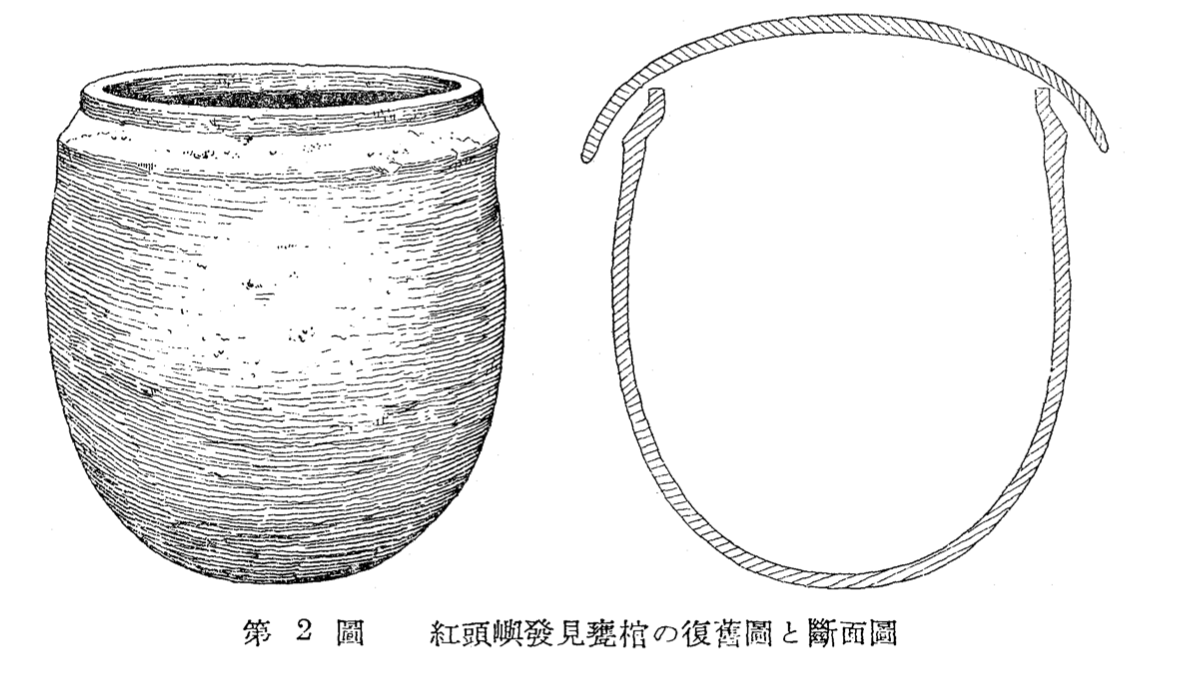
紅頭嶼（蘭嶼）發現之甕棺復原圖

臺灣西南部新石器時代晚期大湖文化人群使用了大量的甕棺，研究者分析石橋遺址出土甕棺資料後認為，甕棺葬所使用的陶容器乃取自日常生活所用陶器，而非專門製作此類陶器作為葬具，人們將死者裝入陶罐後，再以陶盆或是大件陶片覆蓋罐口，埋葬之死者主要為1.5歲以下嬰幼兒，背後可能牽涉對於不同年齡的「人觀」差異。。臺灣東部新石器時代晚期花岡山文化人群也以甕棺作為葬具，此種大型帶圈足陶器應非日常使用，埋葬之死者以成人為主，甕棺形式多元，主要可分為兩大類型：單件正立式及組合式。單件正立式使用一個甕棺，將口部打破埋入死者後再覆蓋石板或是扁平的礫石作為蓋板；組合式則使用兩個以上的甕棺，先將死者放入一座直立的甕棺後，再將另一座甕棺以倒扣的方式扣合並覆蓋於上方。
鐵器時代蘭嶼的甕棺葬，早期日本學者鹿野忠雄認為可能是由南方的巴丹群島、巴布延群島等地傳入，但近期的研究則指出相關出土遺留如玻璃珠或玉器等與臺灣東部較為相似，而認為應與臺灣東海岸史前人群交流互動的可能性較高。